# Венсенски лес
Венсенският лес (на френски: Bois de Vincennes) e парк в Париж.
Това е най-големият зелен масив в Париж, „белите дробове“ на града. Намира се в източната част на града, 12-и арондисман. Заема площ от 9,95 km², което надхвърля тази на Булонския лес (8,46 km²), намиращ се западно от града.
От края на август 2017 г. общината допуска на територията на парка практикуването на нудизъм.